# Trévilly
Trévilly est une ancienne commune française située dans le département de l'Yonne en région Bourgogne-Franche-Comté. Le 1er janvier 2019, elle devient commune déléguée de Guillon-Terre-Plaine.

## Géographie
Sur un finage de 686 hectares voué à l'élevage charolais, sis à 13 km au nord-est d'Avallon, le village de Trévilly est situé sur une légère éminence de la plaine liasique au pied d'un tertre assez élevé que couronnent les calcaires à Ostrea Cymbium.
Il est l'un des villages les mieux bâtis de la vallée du Serein - point géodésique à 205 mètres - qu'il domine du haut de sa butte à 274,9 mètres.

## Histoire
Trevilliacum au XIIIe siècle
La racine étymologique de Trévilly vient soit d'un nom d'homme gallo-romain Talucius ou Trebellius augmenté du suffixe -acum qui signifie "domaine de", soit de "talu", racine gauloise probablement comme dans le français talus sous une forme diminutive avec un r non étymologique (théorie Taverdet)[pas clair]. 
Talucium > talus, est un terme bas-latin à l'origine de nombreux lieux bâtis au pied d'une colline où l'on retrouve parfois les traces d'un oppidum, fortification gauloise.
La tradition veut que le lieu-dit la Boucherasse soit la villa gallo-romaine Brocarica, du pagus Avalensis près de Montréal, où St Colomban de Luxeuil refusa de bénir les enfants adultérins de Thierry II, roi d'Austrasie et de Neustrie de l'an 595 à l'an 613, que lui présentait la reine Brunehilde.
Le village constituait la paroisse de Saint-Symphorien, archiprêtré d'Avallon dépendant de l'archidiaconé d'Autun, rattaché à la métropole de la Première Lyonnaise.
Simon, chevalier, était seigneur de Trévilly en 1110 ; son successeur fut en 1164 Gibaut, chevalier bienfaiteur du chapitre Sainte-Marie de Montréal fondé par Anséric II en 1068.
En 1501, cette terre appartenait à Claude de Ragny, chambellan du roi Louis XII.
Les habitants de Trévilly furent affranchis en 1646.
Plusieurs hameaux de Trévilly ont disparu, détruits par les guerres, ravagés par la peste ou tout simplement abandonnés : Varenne, Chaumot, La Rue, Le Moulin.
Par un arrêté préfectoral du 24 décembre 2018, la commune se regroupe avec Cisery, Guillon, Sceaux et Vignes pour former la commune nouvelle de Guillon-Terre-Plaine au 1er janvier 2019.

## Politique et administration
| Période   | Période   | Identité        | Étiquette | Qualité |
| --------- | --------- | --------------- | --------- | ------- |
| mai 1945  |           | Eugène Goureaux |           |         |
| juin 1955 |           | Samuel Guichard |           |         |
| mars 1959 |           | Henri Germain   |           |         |
| mars 1982 |           | Roger Lambert   |           |         |
| mars 2001 | mars 2008 | Pierre Guichard |           |         |
| mars 2008 |           | Denis Rappeneau |           |         |

## Démographie
L'évolution du nombre d'habitants est connue à travers les recensements de la population effectués dans la commune depuis 1793. Pour les communes de moins de 10 000 habitants, une enquête de recensement portant sur toute la population est réalisée tous les cinq ans, les populations de référence des années intermédiaires étant quant à elles estimées par interpolation ou extrapolation. Pour la commune, le premier recensement exhaustif entrant dans le cadre du nouveau dispositif a été réalisé en 2004.

En 2016, la commune comptait 72 habitants, en évolution de +18,03 % par rapport à 2010 (Yonne : −1,95 %, France hors Mayotte : +2,11 %).
| 1793 | 1800 | 1806 | 1821 | 1831 | 1836 | 1841 | 1846 | 1851 |
| ---- | ---- | ---- | ---- | ---- | ---- | ---- | ---- | ---- |
| 219  | 234  | 195  | 204  | 170  | 154  | 155  | 152  | 164  |

| 1856 | 1861 | 1876 | 1881 | 1886 | 1891 | 1896 | 1901 | 1906 |
| ---- | ---- | ---- | ---- | ---- | ---- | ---- | ---- | ---- |
| 151  | 144  | 171  | 172  | 170  | 154  | 155  | 152  | 164  |

| 1911 | 1921 | 1926 | 1931 | 1936 | 1946 | 1954 | 1962 | 1968 |
| ---- | ---- | ---- | ---- | ---- | ---- | ---- | ---- | ---- |
| 151  | 144  | 111  | 87   | 90   | 100  | 80   | 102  | 78   |

| 1975 | 1982 | 1990 | 1999 | 2004 | 2006 | 2009 | 2014 | 2016 |
| ---- | ---- | ---- | ---- | ---- | ---- | ---- | ---- | ---- |
| 75   | 73   | 59   | 74   | 62   | 56   | 62   | 70   | 72   |

## Lieux et monuments
- Église Saint-Symphorien

L’église communale  dépendait, d’après l'historien Claude Courtépée, du chapitre de Montréal : elle fut vraisemblablement édifiée à la fin du XIIe siècle ou au début du XIIIe siècle.
L'église est précédée du cimetière avec un porche à arcades cintrées rustiques du XVIIIe siècle.
Elle est constituée d’une nef plafonnée d’une travée flanquée de deux bas-côtés, d’un transept non saillant, et d’un chœur d’une travée à chevet plat : seuls les bas-côtés de la nef sont couverts d’un berceau brisé aplati transversal, et la sacristie d’une voûte en berceau plein cintre.
La sacristie pourrait dater du XVIIIe siècle. La partie supérieure du clocher (étage des cloches) date semble-t-il du milieu du XIXe siècle, d’après Maximilien Quantin qui écrivait à son propos en 1868 : "tour carrée neuve".
L’église fut restaurée dans la seconde moitié du XIXe siècle.
Statue en pierre de la Vierge assise fin XVIe siècle.
- Une croix en pierre fut érigée dans le cimetière en 1638 après l'épidémie de peste de 1636-1637.

- Quatre calvaires : croix Blaisot - croix Bobelin - croix Marchand - croix du pâtis.

- Monument aux morts 1914-1918 en granite blanc du Morvan.

- Pompe communale et abreuvoir semi-circulaire.

## Pour approfondir